# Rosenbauer
Rosenbauer — один із трьох найбільших у світі виробників пожежних автомобілів та протипожежного обладнання, базується в Леондінгу, Австрія.
Компанія постачає продукти пожежного сектору у понад 100 країн і представлена широким асортиментом спеціальних пожежно-рятувальних приладів та послуг. Компанія виробляє широкі серії протипожежних машин та літаків на трьох континентах відповідно до європейських та американських стандартів.

## Історія

### Заснування та розвиток

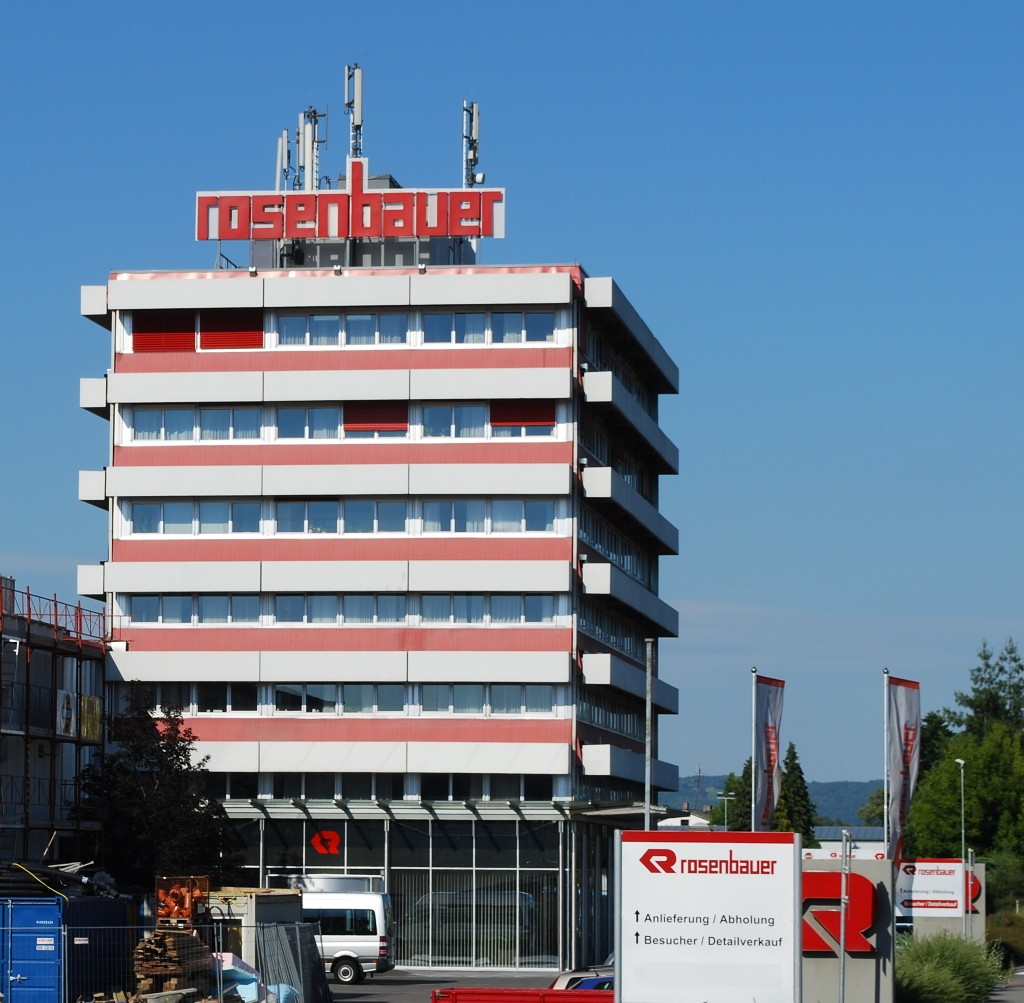
Штаб-квартира в м. Леондінг, Австрія

Перше пожежне підприємство в Австрії було засновано Йоганом Розенбауером в Лінці в 1866 році. Окрім ручних пожежних помп різних виробників, шоломів, кнопок тощо, компанія продавала обладнання для фехтування, спортивних та ігрових майданчиків. Конрад Розенбауер перейняв керівництво компанією в 1888 році, який став переломним моментом в історії компанії, з якого вона буде виробляти власне обладнання для пожежогасіння. Після переходу на більший ринок товарі компанія змінила свою назву на K. Rosenbauer & Kneitschel, Fabrik für Lösch- und Wehrgerät und Metallwaren.
У 1908 році Rosenbauer розпочав виробництво газових помп. Перша пожежна машина була побудована в 1918 році. У 1926 році новий Automobilspritzengesellschaft Lohner & Rosenbauer відправив свій перший автомобіль до Китаю. З 1930 року Rosenbauer також мав змогу виробляти власні двотактні двигуни (сьогодні двигуни постачаються іншими компаніями, зокрема BMW та Volkswagen).
Компанія мала виробничий майданчик в Ірані до падіння шаха.
З 1970-х Розенбауер співпрацював з Carvatech для виготовлення кузовів протипожежних автомобілів.
У середині 1980-х Rosenbauer представив Falcon, транспортний засіб, шасі якого було розроблено спеціально для пожежних машин. Falcon, маючи безліч нестандартних та неперевірених деталей, був схильний до несправностей і тривалих застоїв, прирікаючи власні шасі на провал в Європі.

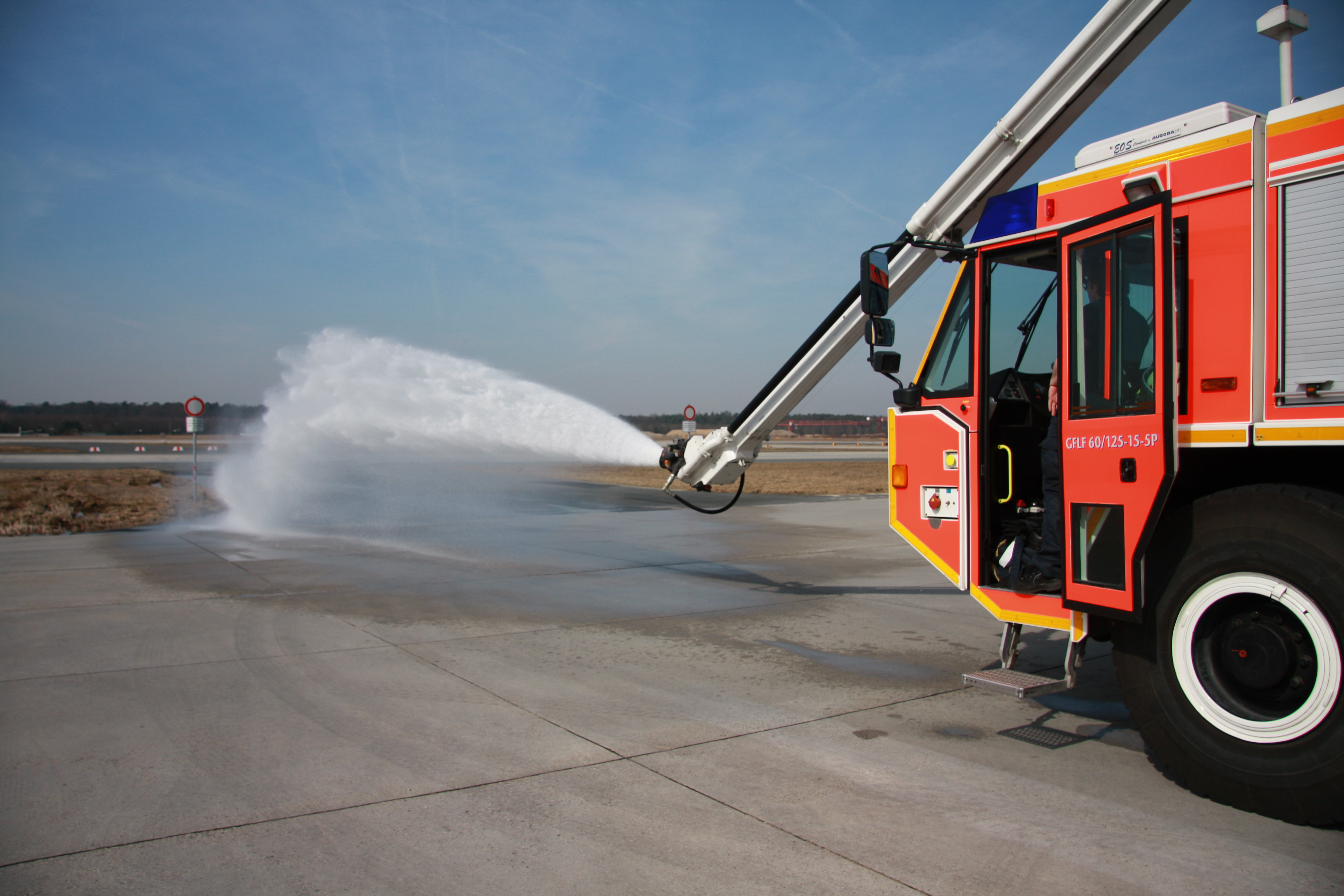
Rosenbauer Simba 8x8 HRET, що належить пожежно-рятувальній авіації в аеропорту Франкфурта в дії

Rosenbauer International AG зареєстровано на Віденській фондовій біржі з 1994 року.
У 2010 році Rosenbauer мав понад 2000 співробітників по всьому світу, а продажі складали близько 595 мільйонів євро. Понад 90% продукції експортується, а компанія має свої майданчики в Луккенвальде, Пассау, Карлсруе, Оберглатт (Швейцарія), Мадриді, Ліоні (Су-Фоллз, Південна Дакота), Вайомінгу (Міннеаполіс, Міннесота) та Сінгапурі.
Компанія розширила діяльність до пожежних літаків, водяних гармат для поліції та відновила виробництво одягу пожежників (форма, шоломи...).
Починаючи з 2011 року, німецька антимонопольна влада засудила ROSENBAUER, Schlingmann GmbH & Co. KG, Albert Ziegler GmbH & Co. KG і Iveco Magirus Brandschutztechnik GmbH в цілому на € 28 мільйонів штрафів за практику картелю.

## Акціонери
Станом на липень 2011 року 51% компанії належить Rosenbauer BeteiligungsverwaltungsGmbH, 5% — інституційним інвесторам, а решта 44% — вільний обіг.